# Potter (Nebraska)
Pour les articles homonymes, voir Potter.
Potter est un village du comté de Cheyenne, dans l'État du Nebraska, aux États-Unis. En 2020, il comptait une population de 342 habitants.